# Université Duquesne
L'université Duquesne est une université privée catholique à Pittsburgh, aux États-Unis. Fondée par des membres de la congrégation des Spiritains, elle ouvre ses portes sous le nom de Collège catholique du Saint-Esprit (Holy Ghost) de Pittsburg en octobre 1878 avec quarante étudiants et six enseignants. En 1911, le collège devient la première université catholique de Pennsylvanie, puis prend son nom actuel en l'honneur de Michel-Ange Duquesne de Menneville, qui fut gouverneur de la Nouvelle-France au milieu du XVIIIe siècle. C'est le seul établissement d'enseignement supérieur au monde qui appartienne aux Spiritains. 
L'université Duquesne s'est agrandie jusqu'à recevoir aujourd'hui plus de 10 000 étudiants d'avant et d'après licence. Son campus s'étend sur 19,8 hectares, sur des collines jouxtant le quartier de Bluff. L'université est jumelée avec un établissement de Rome. Elle comprend dix facultés. Elle accueille aussi des étudiants de pays étrangers, mais 80 % des étudiants viennent de l'État de Pennsylvanie et des environs. Duquesne est considérée comme une université de bon niveau par la fondation Carnegie for the Advancement of Teaching. Les anciens élèves en vie sont aujourd'hui au nombre de 79 000, comprenant deux cardinaux et l'actuel évêque de Pittsburgh.